# Jang Szungguk
Jang Szungguk (hangul: 양승국, RR: Yang Seung-Kook; 1944. augusztus 19. –) észak-koreai labdarúgó.

## Fordítás
- Ez a szócikk részben vagy egészben  a   Yang Seung-kook című angol Wikipédia-szócikk fordításán alapul.  Az eredeti cikk szerkesztőit annak laptörténete sorolja fel. Ez a jelzés csupán a megfogalmazás eredetét és a szerzői jogokat jelzi, nem szolgál a cikkben szereplő információk forrásmegjelöléseként.